# Pachna
Pachna (grekiska: Πάχνα) är en by i det grekcypriotiskt styrda Cypern. Byn har 865 invånare (2011).